# Neogastromyzon
Neogastromyzon es un género de peces de la familia Balitoridae en el orden de los Cypriniformes.

## Especies
Las especies de este género son::
- Neogastromyzon brunei Tan, 2006
- Neogastromyzon chini Tan, 2006
- Neogastromyzon crassiobex Tan, 2006
- Neogastromyzon kottelati Tan, 2006
- Neogastromyzon nieuwenhuisii Popta, 1905
- Neogastromyzon pauciradiatus (Inger & Chin, 1961)